# 우견최찬적니
《우견최찬적니》(遇见璀璨的你)는 2022년 방송되었던 중국의 드라마이다.

## 줄거리
- 능력녀 독고뤄난은 연예인 송즈하오와 직원의 배신을 당하기 때문에 사업이 하룻밤에 실패되었다. 뤄난은 실패를 두려워하지 않고 다시 사업을 하자고 하였다. 스다를 스타로 만들려고 했는데 우연히 독한 말을 자주 하는 총재 지무어와 함께 서로 치유해 주는 힐링의 여정을 시작하였다. 두 사람은 옛사랑의 추억을 가지고 성숙한 남녀 간의 사랑 공방전을 시작하였다

## 등장 인물
- 진교은 - 독고뤄난 역
- 김한 - 지무어 역
- 진유유 (陈宥维) - 스다 역
- 왕자선 (王子璇) - 선치앤사 역
- 추정위 (邹廷威) - 자오위청 역
- 왕가녕 (王嘉宁) - 천페이얼 역
- 왕자예 (王子睿) - 송즈하오 역
- 사수 (谢帅) - 애력 역
- 흔연 (欣然) - 쑤샤오 역
- 류재교 (刘梓娇) - 통통 역
- 장경경 (张庆庆) - 알렌 역
- 준성 (骏声) - 샤오쑹 역
- 공령미 (孔令美) - 샤오샤오 역
- 허위호 (许伟豪) - 린후안 역

## 참고 사항
- 진교은과 천명장 감독은 2017년 방송되었던 드라마 《인간지미시청환》 이후 6년 만에 재회하였다.